# Vielle-Soubiran
Vielle-Soubiran es una comuna francesa situada en el departamento de Landas, en la región de Nueva Aquitania.

## Demografía
| 225 | 219 | 216 | 219 | 208 | 197 | 227 |
| Para los censos de 1962 a 1999 la población legal corresponde a la población sin duplicidades (Fuente: INSEE [Consultar]) |     |     |     |     |     |     |